# Tragico ritorno
Tragico ritorno é um filme italiano de 1952, do gênero drama, dirigido por Pier Luigi Faraldo.

## Elenco
- Doris Duranti.... Elisa
- Marcello Mastroianni.... Marco
- Franca Marzi.... Donna Carmela
- Fosca Freda.... Giovanna
- Dante Maggio.... Nicola
- Raffaele Pindinelli
- Paolo Dola
- Benedetta Rutili.... Elisa